# 中华羊茅
中华羊茅（学名：Festuca sinensis）是一种禾本科植物。这种植物分布于中国的四川、青海、西藏等地区。其种加词“sinensis”意为“中华的”。